# 我的中國心
《我的中国心》，張明敏發表於1983年的國語主旋律歌曲，由王福龄作曲、黄霑填词，收錄於專輯《我的中國心》內。1984年，张明敏在央視春晚演唱此曲，一举成名。歌曲在1980年代的中國大陸红极一时廣為流行，曾獲得多項獎項殊榮。

## 背景
1982年，張明敏憑《我是中國人》嶄露頭角，決定往後繼續行民族歌手路線。1983年2月，香港青年聯合會邀請張明敏灌錄一首國語的愛國歌。香港樂壇盛行粵語歌，這首歌又屬於公益性質，不是商业歌曲，所以未獲大歌手垂青，而落在張明敏手上。王福齡聞訊自薦作曲，另一說是王福齡已退出樂界，但因永恆唱片老闆的重酬和誠意再度出山，並指定由黃霑填詞，黃霑開出寫粵語歌一樣的酬金，並為歌取名，但在製作過程中與張明敏很少交流。據一篇張明敏的訪問和黃霑的文章，因是直抒胸臆，黃霑很快就把詞填好，沒怎樣修改；而歌詞表面是說海外華僑的心情，但其實是寫他自己，因為其時已經離開故鄉廣州數十年。但據張明敏另一篇訪問，黃霑曾認為《我的中國心》「太膚淺、簡單」，專輯推出的限期將至才交出歌詞。
永恆唱片隨後發售此曲的同名專輯，這是其首張以原創歌曲為主打的專輯，一直以來他都只是翻唱台灣歌曲，包括《我是中國人》、《中華民族》、《龍的傳人》等；而且前兩首被香港流行音樂研究者黃志華指出帶有國民黨背景，不利張明敏赴內地登台。

## 反響
張明敏和黃霑均表示，專輯推出後，在香港的反響和銷量都一般，張明敏說原因是他當時跟唱片公司有分歧，歌曲欠缺宣傳。然而，该歌曲曾成為一星期中文歌曲龍虎榜冠軍曲，以及勁歌金曲季選得獎曲；所屬專輯也獲IFPI認證為本地白金唱片。
此前，中央電視台籌備第二屆春節聯歡晚會時，製作方想加入應時的香港元素（時值中英談判），便看中了此曲。張明敏受邀在1984年的中央電視台春節聯歡晚會中演唱，成為首位在春晚表演的港台歌手，結果好評如潮。春晚導演黃一鶴憶述時任中共最高領導人胡耀邦看了表演後很感動，要電視台送錄像來讓全家人學唱。
中國內地流行樂界尚未發展，民間對此渴求甚殷，而《我的中國心》屬於流行曲，歌詞的民族意識又貼合政府的需要，獲得大力宣傳。同年，張明敏在首都體育館開個人演唱會，成為首位在中國內地舉辦演唱會的香港歌手。張明敏稱自始便在香港得到「愛國歌手」、「左派歌手」的稱號。
歌曲亦獲得不少獎項，如中國音樂家協會月刊《歌曲》的第三屆「晨鐘獎」（優秀歌曲評選），而且獲編為初中小學教材，如人民音樂出版社的九年义务教育初中音乐八年级上册和江蘇教育出版社的初中語文教科書七年級下冊 。

## 音樂特徵
4/4拍子，前奏為D大調，氣勢寬宏的樂器演奏結合混聲合唱，隨後進入以降E小調寫成的唱詞部分：A段旋律抒情，音域為九度；B段相比下音調逐漸提高，節拍加強，為全曲的高潮部分。A、B段多次反複，並夾雜著一段廿多秒的器樂間奏。
歌手採用了通俗唱法，打破了中國大陸樂壇以往民族唱法和美聲唱法壟斷主旋律歌曲的局面，使歌曲易於傳唱。人聲音域為十三度，最高音出現在「不論何地，心中一樣親」一句中。

## 其他
歌曲雖然大紅，但由於中國內地的版權制度不完善，黃霑多年後才收到「一些版稅」。
後來坊間流傳的版本都把「千鈞」改成「千斤」，黃霑贊同這個使「歌詞更淺白平易」的改動。
1989年，張明敏在民主歌聲獻中華演唱此曲，聲援民運。2012年，重登央視春晚演唱此曲。2017年受訪時，謂六四事件中雙方都有不是。
2007年，中国发射第一颗探月卫星嫦娥一号，並在繞月軌道播放三十首歌曲，包括這首歌。

## 獎項殊榮
- 1984年：中國音樂家協會月刊《歌曲》第三屆「晨鐘獎」（編輯部評選多首優秀歌曲）[25][26]
- 1989年：「中國改革十年全國優秀歌曲評選活動：改革十年（1978-1988）全國優秀歌曲」和「建國40周年－喚起我美好回憶的那些歌：優秀作品獎」（由北京青年咨詢文化中心、中國音樂家協會等單位主辦）[27][25]
- 2001年：進入「世紀歌聲－百首優秀歌曲有獎評選」（中央電視台主辦）前廿強[28]
- 2008年：“唱响三十年中国原创音乐盛典”-“三十年难忘金曲”之一[29]
- 2009年：入選中宣部推薦100首愛國歌曲
- 2010年：入選「國際華語音樂聯盟」之「華語金曲獎：30年30歌」[30]

## 外部連結
- 《我的中國心》（1984年中央電視台春節聯歡晚會） （页面存档备份，存于）
- 《我的中國心》（1989年民主歌聲獻中華演唱會） （页面存档备份，存于）
- 《我的中國心》（2012年中央電視台春節聯歡晚會） （页面存档备份，存于）